# Lo scrutatore non votante
Lo scrutatore non votante è il primo singolo estratto dall'album L'aldiquà di Samuele Bersani, pubblicato nel 2006.
La canzone è una sprezzante ed ironica descrizione di coloro che non si schierano mai pur di non sporcarsi le mani, ma non perdono comunque occasione di commentare o agire banalmente.
Il personaggio prende spunto dall'«incoerenza» di un reale amico del cantante di «Cattolica, che ha fatto lo scrutatore ma non vota da dieci anni».

## Video musicale
Il videoclip è un cartone animato surreale e stilizzato incentrato intorno al personaggio di «Greyman», l'uomo grigio (in segno di mediocrità) creato dall'artista olandese Dadara.